# Законодательный сейм (Вторая Речь Посполитая)
Законодательный Сейм или Учредительный Сейм (пол. Sejm Ustawodawczy) — первый национальный парламент (Сейм) и одновременно Учредительным собранием новой независимой Польши, заседавшим с 1919 по 1922 год. Состав был избран на парламентских выборах 1919 года.

## Предыстория
Законодательный сейм был сформирован после Первой мировой войны на территории недавно обретшей независимость Второй Польской Республики. В конце 1918 года Польским государством управлял Юзеф Пилсудский, который быстро приступил к организации выборов в первый польский национальный парламент (Сейм) со времён Гродненского сейма 1793 года, состоявшегося за два года до того, как разделы Польши положили конец независимому существованию Речи Посполитой.

## История
Выборы в Сейм состоялись 26 января 1919 года. В то время Польша не имела чётких границ и была вовлечена в территориальные конфликты и споры. На территориях, находившихся под контролем зарождающегося польского государства, на землях бывшего Царства Польского и Подляшья, а также на западе Малой Польши, 42 избирательных округа избрали 302 депутата. Кроме того, в Сейм были добавлены 20 польских депутатов в парламенте Германии, 26 польских депутатов в парламенте Австро-Венгрии и избранные кандидаты из Тешинской области (где выборы были сорваны из-за военных действий). В последующие месяцы, по мере усиления польского контроля над некоторыми спорными территориями, было проведено ещё несколько выборов: 25 апреля 1919 года в Великой Польше и 15 июня 1919 года в Белостоке и Подляшье. Некоторые депутаты, которые были временными представителями, уступили свои места вновь избранным. 24 марта 1922 года к Сейму присоединились 20 депутатов от Республики Центральная Литва (распущенного Сейма Центральной Литвы). Таким образом, в Сейме менялось количество депутатов: от 348 в начале срока до 432 в конце. На выборах было подано около 5 миллионов голосов.
Важные законы, принятые Сеймом, включали законы о воинской повинности, земельной реформе и разработке конституции, а также о государственной системе медицинского страхования. В 1921 году Сейм принял Мартовскую конституцию.